# Тетулешть (комуна)
Тетулешть, Тетулешті (рум. Tătulești) — комуна у повіті Олт в Румунії. До складу комуни входять такі села (дані про населення за 2002 рік):
- Бербелей (172 особи)
- Лунка (41 особа)
- Мегура (123 особи)
- Момаю (134 особи)
- Мірчешть (110 осіб)
- Тетулешть (768 осіб)

Комуна розташована на відстані 119 км на захід від Бухареста, 30 км на північний схід від Слатіни, 72 км на північний схід від Крайови, 137 км на південний захід від Брашова.

## Населення
За даними перепису населення 2002 року у комуні проживали 1348 осіб, усі — румуни. Усі жителі комуни рідною мовою назвали румунську.
Склад населення комуни за віросповіданням:
| Релігія     | Кількість осіб | Відсоток |
| ----------- | -------------- | -------- |
| православні | 1336           | 99,1%    |
| адвентисти  | 12             | 0,9%     |